# Nokia Ghosthunters 2011
Questa voce raccoglie le informazioni riguardanti i Nokia Ghosthunters nelle competizioni ufficiali della stagione 2011.

## Maschile

### Prima squadra

#### I-divisioona 2011

##### Stagione regolare
| Nokia 22 maggio 2011, ore 16:00 2ª giornata | Nokia Ghosthunters | 13 – 23 (7-7 6-10 0-6 0-0) referto | Kouvola Indians | Keskusurheilukenttä (300 spett.) |

| Kuopio 4 giugno 2011, ore 15:00 4ª giornata | Kuopio Steelers | 7 – 28 | Nokia Ghosthunters | Väinölänniemen stadion |

| Helsinki 11 giugno 2011, ore 17:00 5ª giornata | Helsinki 69ers | 35 – 14 (7-0 6-7 16-0 6-7) referto | Nokia Ghosthunters | Velodromo di Helsinki (0 spett.) |

| Vantaa 18 giugno 2011, ore 19:00 6ª giornata | Vantaan TAFT | 45 – 13 (10-0 14-7 14-0 7-6) referto | Nokia Ghosthunters | ISS Stadion (0 spett.) |

| Nokia 2 luglio 2011, ore 16:00 7ª giornata | Nokia Ghosthunters | 6 – 15 (0-6 6-9 0-0 0-0) referto | Kuopio Steelers | Keskusurheilukenttä (168 spett.)\| Arbitro: \| Enonkoski \| |
| Arbitro:                                   | Enonkoski          |                                  |                 |                                                             |

| Kuusankoski 9 luglio 2011, ore 18:30 8ª giornata | Kouvola Indians | 28 – 13 (7-13 7-0 7-0 7-0) referto | Nokia Ghosthunters | Kuusankosken Urheilupuisto (134 spett.)\| Arbitro: \| M. Immonen \| |
| Arbitro:                                         | M. Immonen      |                                    |                    |                                                                     |

| Nokia 23 luglio 2011, ore 16:00 10ª giornata | Nokia Ghosthunters | 24 – 50 (6-20 12-16 6-6 0-8) referto | Helsinki 69ers | Keskusurheilukenttä (153 spett.)\| Arbitro: \| Enonkoski \| |
| Arbitro:                                     | Enonkoski          |                                      |                |                                                             |

| Nokia 30 luglio 2011, ore 16:00 11ª giornata | Nokia Ghosthunters | 28 – 38 referto | Vantaan TAFT | Keskusurheilukenttä (200 spett.) |

#### Statistiche di squadra
| Competizione      | %Vittorie | In casa | In casa | In casa | In casa | In casa | In casa | In trasferta | In trasferta | In trasferta | In trasferta | In trasferta | In trasferta | Totale | Totale | Totale | Totale | Totale | Totale |
| Competizione      | %Vittorie | G       | V       | N       | P       | Pf      | Ps      | G            | V            | N            | P            | Pf           | Ps           | G      | V      | N      | P      | Pf     | Ps     |
| ----------------- | --------- | ------- | ------- | ------- | ------- | ------- | ------- | ------------ | ------------ | ------------ | ------------ | ------------ | ------------ | ------ | ------ | ------ | ------ | ------ | ------ |
| Stagione regolare | .125      | 4       | 0       | 0       | 4       | 71      | 126     | 4            | 1            | 0            | 3            | 68           | 115          | 8      | 1      | 0      | 7      | 139    | 241    |
| Totale            | .125      | 4       | 0       | 0       | 4       | 71      | 126     | 4            | 1            | 0            | 3            | 68           | 115          | 8      | 1      | 0      | 7      | 139    | 241    |

#### Statistiche personali

##### Marcatori
Mancano le statistiche dell'incontro Steelers-Ghosthunters della 4ª giornata.
| Giocatore       | Ruolo | TD rush | TD recv | TD int | TD p.ret | TD k.ret | TD oth | Xp1 | Xp2 | FG | Saf | Totale |
| --------------- | ----- | ------- | ------- | ------ | -------- | -------- | ------ | --- | --- | -- | --- | ------ |
| M. Schmidlein   |       | 5       | 0       | 0      | 0        | 0        | 0      | 0   | 0   | 0  | 0   | 30     |
| H. Holopainen   |       | 0       | 4       | 0      | 0        | 0        | 0      | 0   | 0   | 0  | 0   | 24     |
| C. Anttila      |       | 2       | 0       | 0      | 0        | 0        | 0      | 0   | 0   | 0  | 0   | 12     |
| VP. Jaakonsaari |       | 0       | 1       | 0      | 0        | 1        | 0      | 0   | 0   | 0  | 0   | 12     |
| K. Juvonen      |       | 0       | 1       | 0      | 0        | 0        | 0      | 0   | 0   | 0  | 0   | 6      |
| L. Siitonen     |       | 1       | 0       | 0      | 0        | 0        | 0      | 0   | 0   | 0  | 0   | 6      |
| T. Vepsalainen  |       | 0       | 1       | 0      | 0        | 0        | 0      | 0   | 0   | 0  | 0   | 6      |
| #38             |       | 0       | 1       | 0      | 0        | 0        | 0      | 0   | 0   | 0  | 0   | 6      |
| T. Myllyoja     |       | 0       | 0       | 0      | 0        | 0        | 0      | 5   | 0   | 0  | 0   | 5      |
| Moisio          |       | 0       | 0       | 0      | 0        | 0        | 0      | 3   | 0   | 0  | 0   | 3      |
| V. Aarresuo     |       | 0       | 0       | 0      | 0        | 0        | 0      | 1   | 0   | 0  | 0   | 1      |

##### Passer rating
Mancano le statistiche dell'incontro Steelers-Ghosthunters della 4ª giornata.
| Giocatore   | G | Att | Comp | Int | Yds | TD | NFL   | NCAA   |
| ----------- | - | --- | ---- | --- | --- | -- | ----- | ------ |
| L. Siitonen | 7 | 136 | 81   | 7   | 864 | 8  | 76,35 | 122,04 |

### Seconda squadra

#### III-divisioona 2011

##### Stagione regolare
| Kiuruvesi 27 agosto 2011 1ª giornata | Seinäjoki Gators | 40 – 13 | Nokia Ghosthunters |  |

| Kiuruvesi 27 agosto 2011 1ª giornata | Nokia Ghosthunters | 20 – 40 | Milky City Farmers |  |

| Seinäjoki 4 settembre 2011 2ª giornata | Seinäjoki Gators | 50 – 0 | Nokia Ghosthunters |  |

| Seinäjoki 4 settembre 2011 2ª giornata | Nokia Ghosthunters | 22 – 14 | Milky City Farmers |  |

#### Statistiche di squadra
| Competizione      | %Vittorie | In casa | In casa | In casa | In casa | In casa | In casa | In trasferta | In trasferta | In trasferta | In trasferta | In trasferta | In trasferta | Totale | Totale | Totale | Totale | Totale | Totale |
| Competizione      | %Vittorie | G       | V       | N       | P       | Pf      | Ps      | G            | V            | N            | P            | Pf           | Ps           | G      | V      | N      | P      | Pf     | Ps     |
| ----------------- | --------- | ------- | ------- | ------- | ------- | ------- | ------- | ------------ | ------------ | ------------ | ------------ | ------------ | ------------ | ------ | ------ | ------ | ------ | ------ | ------ |
| Stagione regolare | .250      | 2       | 1       | 0       | 1       | 42      | 54      | 2            | 0            | 0            | 2            | 13           | 90           | 4      | 1      | 0      | 3      | 55     | 144    |
| Totale            | .250      | 2       | 1       | 0       | 1       | 42      | 54      | 2            | 0            | 0            | 2            | 13           | 90           | 4      | 1      | 0      | 3      | 55     | 144    |

## Femminile

### Naisten Vaahteraliiga 2011

#### Stagione regolare
| Helsinki 21 maggio 2011, ore 15:00 1ª giornata | Helsinki Lady Demons | 68 – 0 (8-0 16-0 22-0 22-0) referto | Nokia Ghosthunters | Velodromo di Helsinki (74 spett.)\| Arbitro: \| P. Lamminsalo \| |
| Arbitro:                                       | P. Lamminsalo        |                                     |                    |                                                                  |

| Seinäjoki 28 maggio 2011, ore 16:00 2ª giornata | Seinäjoki Crocodiles | 14 – 0 | Nokia Ghosthunters | Jouppilanvuoren tekonurmi |

| Nokia 12 giugno 2011, ore 14:00 3ª giornata | Nokia Ghosthunters | 35 – 6 | Jyväskylä Jaguars | Keskusurheilukenttä |

| Nokia 19 giugno 2011, ore 14:00 4ª giornata | Nokia Ghosthunters | 39 – 0 | Joensuu Wolves | Keskusurheilukenttä |

| Nokia 3 luglio 2011, ore 14:00 5ª giornata | Nokia Ghosthunters | 0 – 62 | Helsinki Roosters | Keskusurheilukenttä |

| Oulu 10 luglio 2011, ore 14:00 6ª giornata | Oulu Northern Lights | 48 – 6 | Nokia Ghosthunters | Castrenin urheilukeskus |

#### Playoff
| Helsinki 23 luglio 2011, ore 13:00 Semifinale | Helsinki Roosters | 56 – 0 | Nokia Ghosthunters | Velodromo di Helsinki |

### Statistiche di squadra
| Competizione      | %Vittorie | In casa | In casa | In casa | In casa | In casa | In casa | In trasferta | In trasferta | In trasferta | In trasferta | In trasferta | In trasferta | Totale | Totale | Totale | Totale | Totale | Totale |
| Competizione      | %Vittorie | G       | V       | N       | P       | Pf      | Ps      | G            | V            | N            | P            | Pf           | Ps           | G      | V      | N      | P      | Pf     | Ps     |
| ----------------- | --------- | ------- | ------- | ------- | ------- | ------- | ------- | ------------ | ------------ | ------------ | ------------ | ------------ | ------------ | ------ | ------ | ------ | ------ | ------ | ------ |
| Stagione regolare | .333      | 3       | 2       | 0       | 1       | 74      | 68      | 3            | 0            | 0            | 3            | 6            | 130          | 6      | 2      | 0      | 4      | 80     | 198    |
| Playoff           | .000      | 0       | 0       | 0       | 0       | 0       | 0       | 1            | 0            | 0            | 1            | 0            | 56           | 1      | 0      | 0      | 1      | 0      | 56     |
| Totale            | .286      | 3       | 2       | 0       | 1       | 74      | 68      | 4            | 0            | 0            | 4            | 6            | 186          | 7      | 2      | 0      | 5      | 80     | 254    |